# Kyle Rowe
Pour les articles homonymes, voir Rowe.
Pas d'image ? Cliquez ici

a Compétitions nationales et continentales officielles uniquement.

b Matchs officiels uniquement.
Dernière mise à jour le 20 juillet 2025.
Kyle Rowe, né le 8 février 1998 à Ascot (Angleterre), est un joueur international écossais de rugby à XV jouant au poste d'ailier aux Glasgow Warriors en United Rugby Championship.

## Biographie

### Jeunesse et formation
Kyle Rowe a fréqunté la Queen Victoria School (en) à Dunblane.
Au niveau amateur, il représente les clubs de Falkirk RFC (en), des Glasgow Hawks et finalement d'Ayr RFC, avec qui il remporte le doublé coupe-championnat en 2019.

### Carrière en club
En 2019, s'entraînant avec l'Academy (centre de formation) des Glasgow Warriors, il sert de joker pour le club durant la Coupe du monde 2019. Cependant, durant la pandémie de Covid-19, les compétitions de rugby à sept étant suspendues, il trouve du travail dans un entrepôt d'Amazon.
Il apparaît pour la première fois avec Édimbourg en juin 2021 lors d'un match de Pro14 Rainbow Cup contre les Scarlets.
En amont de la saison 2021-2022, il signe pour les London Irish, qui jouent dans le Championnat d'Angleterre. Lors de cette première saison, il cumule dix essais à son compteur, dont trois venant d'un match contre les Saracens, où les Irish arrachent le match nul (34-34) après avoir été mené 24-7 durant la rencontre.
Sa blessure au genou contractée contre l'Argentine à l'été 2022 l'écarte des terrains pour toute la saison suivante.
Libre près la liquidation du club londonien en 2023, il devient alors joueur des Glasgow Warriors, dont l'entraîneur loue sa vitesse et ses capacités générales.

### Carrière internationale
Kyle Rowe représente les sélections écossaises des moins de 16 et 18 ans.
L'ailier est ensuite appelé pour le Tournoi des Six Nations des moins de 20 ans 2018 avec l'équipe d'Écosse des moins de 20 ans pour laquelle il joue jusqu'en 2019. Il est également retenu pour le Championnat du monde junior 2018.
Avec l'équipe d'Écosse de rugby à sept, Kyle Rowe prend part à cinq tournois en 2018-2019 et 2019-2020, marquant sept essais.
Il fait partie de la sélection de 39 joueurs de l'Écosse pour le Tournoi des Six Nations 2022, mais malade, il doit renoncer à la compétition. En juillet 2022, il fait finalement ses débuts internationaux contre l'Argentine à Salta, mais se blesse douze minutes après son entrée en jeu.
Au mois de janvier 2024, il est sélectionné pour le Tournoi des Six Nations.

## Statistiques en équipe nationale
Au 26 février 2025, Kyle Rowe compte 13 sélections en équipe d'Écosse et a 3 essai soit 15 points.
| Année | Compétition | Matchs | Points | Essais |
| ----- | ----------- | ------ | ------ | ------ |
| 2022  | Test matchs | 1      | -      | -      |
| Total | Total       | 1      | 0      | 0      |

## Palmarès

### En club
- Ayr RFC
  - Vainqueur du Championnat d'Écosse en 2019.
  - Vainqueur de la Coupe d'Écosse en 2019.

- London Irish
  - Finaliste de la Coupe d'Angleterre en 2022.